# Jelizaveta Kozjevnikova
Jelizaveta Aleksandrovna Kozjevnikova (Russisch: Елизавета Александровна Кожевникова) (Moskou, 27 december 1973) is een voormalig freestyleskiester uit Rusland. Ze vertegenwoordigde het gezamenlijke team op de Olympische Winterspelen 1992 in Albertville en vertegenwoordigde Rusland op de Olympische Winterspelen 1994 in Lillehammer.
Kozjevnikova's topsportcarrière kwam in 1996 ten einde door een elleboog blessure.
Hierna was ze sportcommentaar op de Russische televisie, schreef ze biografieën voor een Russisch skitijdschrift en schreef ze het boek 'Горные лыжи с самого начала' (Alpineskiën vanaf het begin).

## Resultaten

### Olympische Winterspelen
| Jaar | Plaats      | Resultaten |
| ---- | ----------- | ---------- |
| 1992 | Albertville | Moguls     |
| 1994 | Lillehammer | Moguls     |

### Wereldkampioenschappen
| Jaar | Plaats                | Resultaten |
| ---- | --------------------- | ---------- |
| 1991 | Lake Placid           | 12e Moguls |
| 1993 | Altenmarkt-Zauchensee | 13e Moguls |
| 1995 | La Clusaz             | 8e Moguls  |

### Wereldbeker
Eindklasseringen
| Seizoen   | Algemeen         | Moguls            | Dual moguls      |
| --------- | ---------------- | ----------------- | ---------------- |
| 1989/1990 | 42e 3,00 punten  | 14e 16,00 punten  |                  |
| 1990/1991 | 23e 7,00 punten  | 9e 56,00 punten   |                  |
| 1991/1992 | 42e 2,00 punten  | 14e 17,00 punten  |                  |
| 1992/1993 | 57e 30,00 punten | 21e 272,00 punten |                  |
| 1993/1994 | 20e 72,00 punten | 7e 580,00 punten  |                  |
| 1994/1995 | 36e 60,00 punten | 11e 420,00 punten |                  |
| 1995/1996 | 31e 66,00 punten | 8e 528,00 punten  | 24e 40,00 punten |

Wereldbekerzeges
| Datum            | Plaats       | Onderdeel |
| ---------------- | ------------ | --------- |
| 6 december 1990  | Tignes       | Moguls    |
| 25 februari 1991 | Skole        | Moguls    |
| 16 maart 1991    | Pyhaätunturi | Moguls    |